# Talheimer Altar

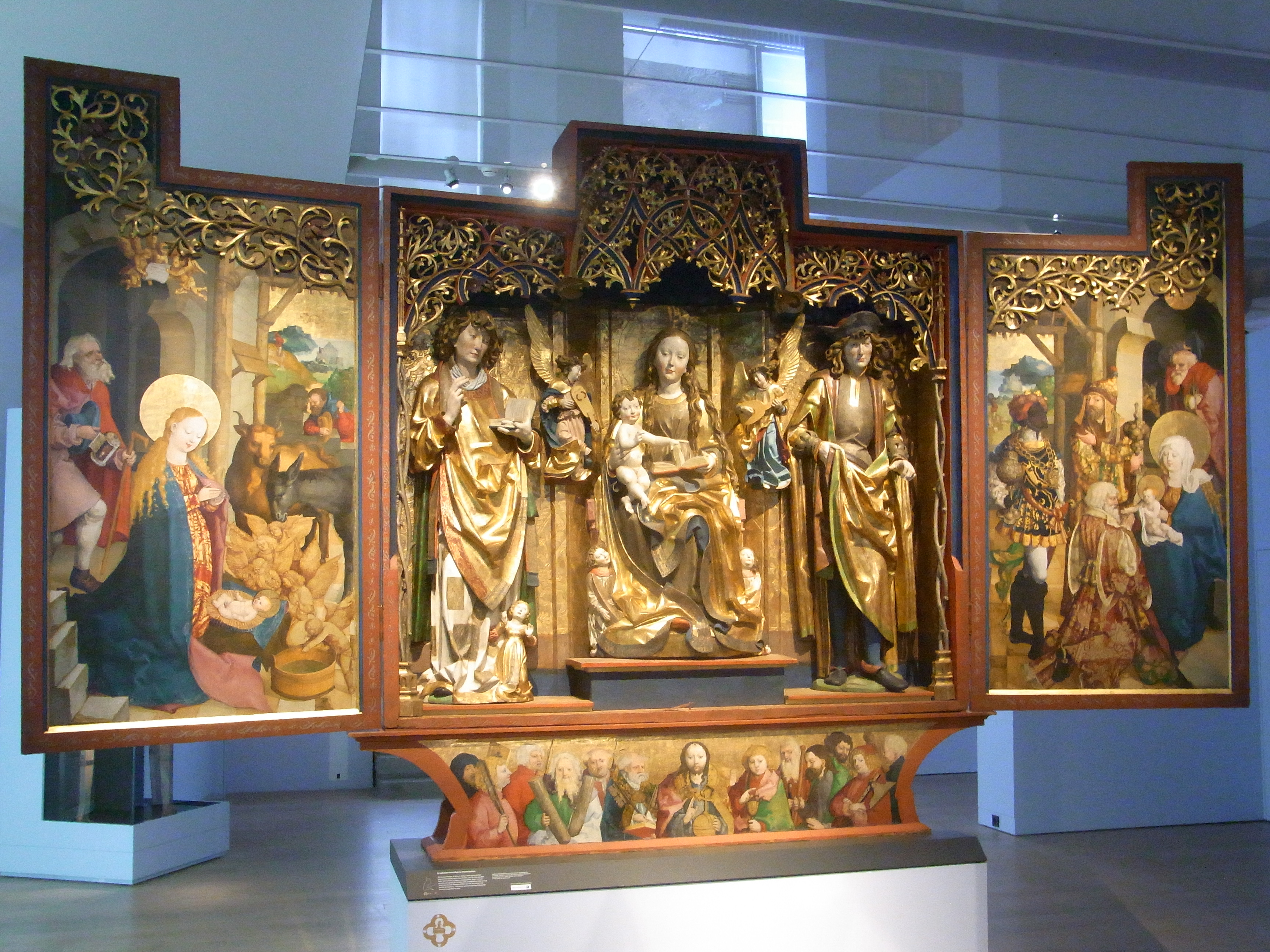
Talheimer Altar im Landesmuseum Württemberg

Der Talheimer Altar entstand um das Jahr 1520. Der Altaraufsatz (Retabel) wurde als Flügelaltar ausgeführt. Die Figuren der Muttergottes sowie von St. Cyriakus und St. Pankratius stammen aus der Werkstatt des Niklaus Weckmann. Skulpturenfassung und Tafelmalerei entstanden in einer anderen, nicht näher bekannten Werkstatt, der Werkstatt des Meisters des Talheimer Altars. Der Altar wurde ursprünglich für die in Talheim, heute ein Stadtteil von Mössingen im Landkreis Tübingen, stehende Pfarrkirche St. Cyriacus und Pankratius hergestellt und steht heute im Landesmuseum Württemberg in Stuttgart. Er gilt als der größte, prächtigste und besterhaltene Altar der Mittelaltersammlung. 

## Beschreibung
Der Talheimer Altar ist in Nadel- und Lindenholz gefertigt und als Flügelaltar ausgeführt. Die Fassung ist im Original erhalten. Der Flügelaltar hat eine Höhe von 243 cm, eine Tiefe von 44,5 cm und hat geöffnet eine Breite von 425 cm. Er ist ein Paradebeispiel für die schwäbische, speziell die Ulmer Kunst.

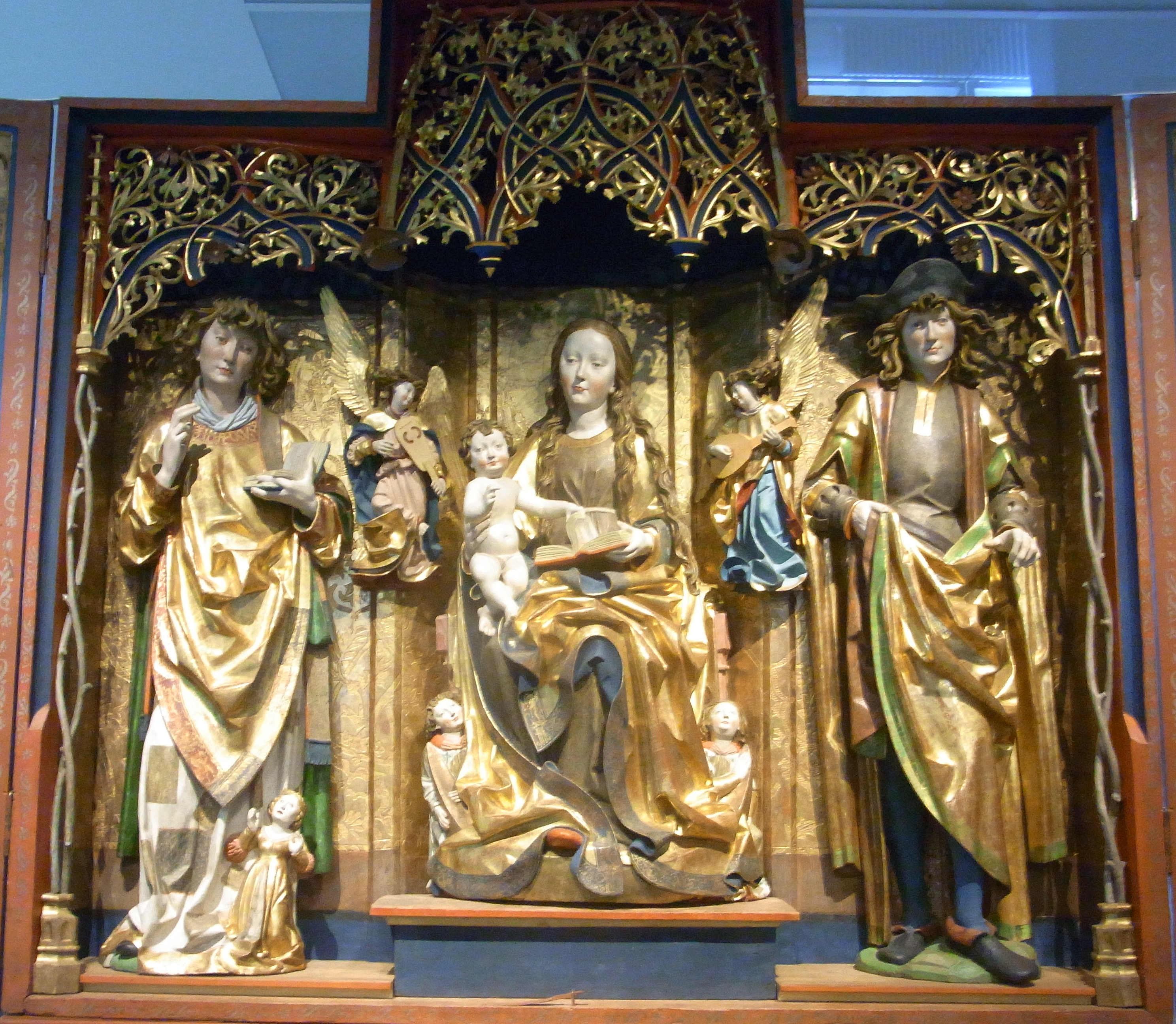
Figuren des Talheimer Altars

Im Schrein des Altars thront erhöht die Muttergottes im Zentrum, um schon durch die Position ihren königlichen Rang zu verdeutlichen. Sie hält das Jesuskind auf dem Schoß. Rechts von ihr steht St. Cyriakus und links von ihr St. Pankratius. Die Figuren stehen vor goldenem Hintergrund, umgeben von vier kleinen Engeln. Die Heiligen und Engel bilden Marias „Hofstaat“ und lächeln milde. Alle strahlen Ruhe aus sowie selige Verklärtheit, wobei sie wie entrückt wirken. Die Gewänder der drei Heiligenfiguren sind auf den Außenseiten vergoldet. Als Kontrast zu diesen glänzenden Flächen sind Innenfutter und Unterkleider der Figuren in grün, blau und rot farblich abgesetzt und matt gehalten. Oberhalb der Madonna sind die Wappen der Stifter des Altars angebracht, nämlich jene von Ludwig von Stetten und dessen Ehefrau, einer geborenen von Adelsheim.
  

Die Tafelmalerei beeindrucken durch ihre Farbigkeit. In geöffnetem Zustand zeigen die Flügelmalereien links die Geburt Christi und rechts die Anbetung der Könige. Hier dominieren die Farben rot blau und weiß. In geschlossenem Zustand zeigen die Außenflügeln links die Verkündigung an Maria sowie rechts Mariä Heimsuchung. Die Predella zeigt Christus mit den zwölf Aposteln. Der Altar stand als Hochaltar frei im Raum, weshalb auch seine Rückseite bemalt wurde. Die Rückseite zeigt das Jüngste Gericht. Dieses Gemälde vor Augen, konnten die Gläubigen hinter dem Altar die Beichte ablegen.

Tafeln des Talheimer Altars
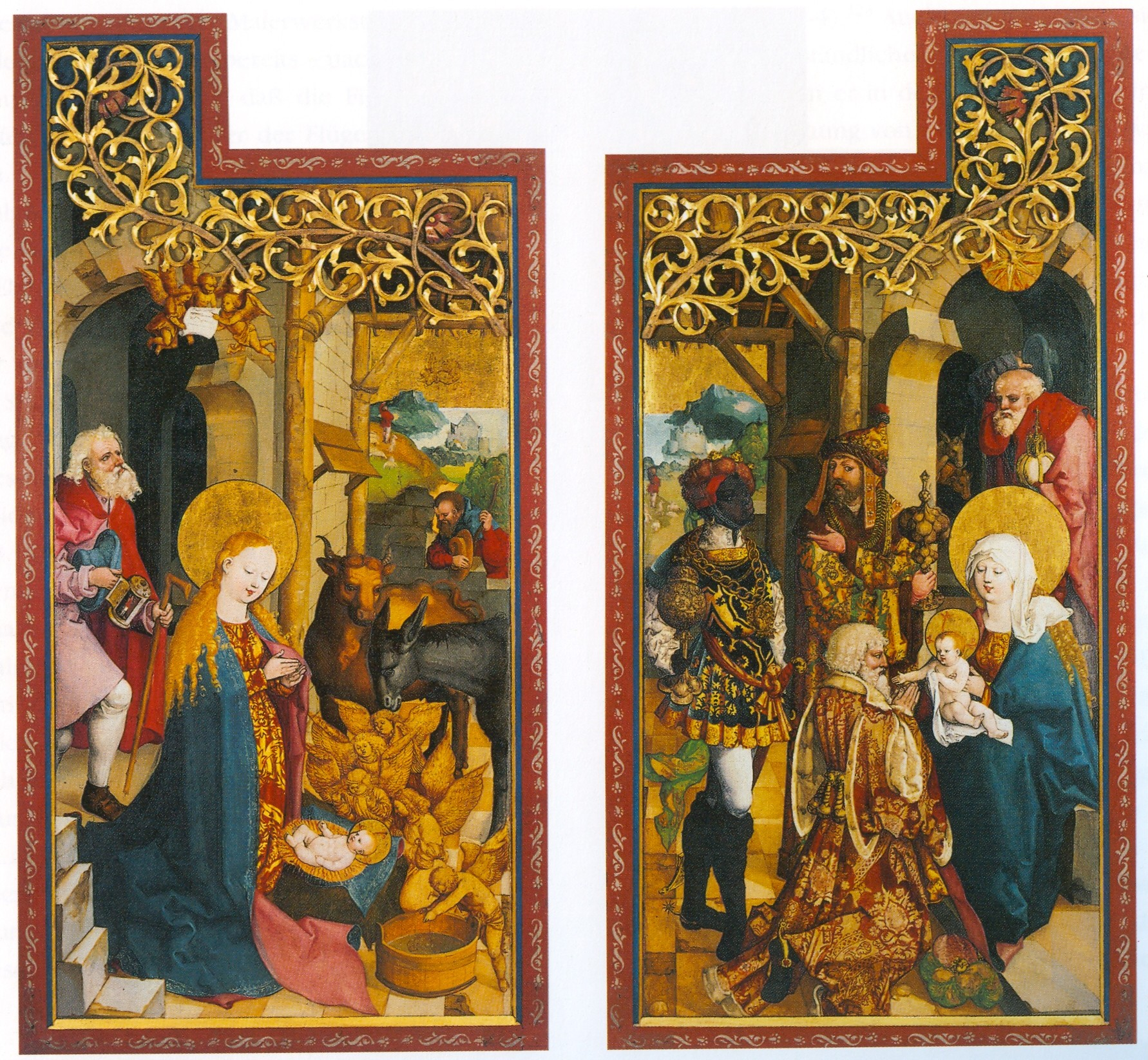
Geöffnete Flügel: Links Geburt Christi, rechts Anbetung der Könige
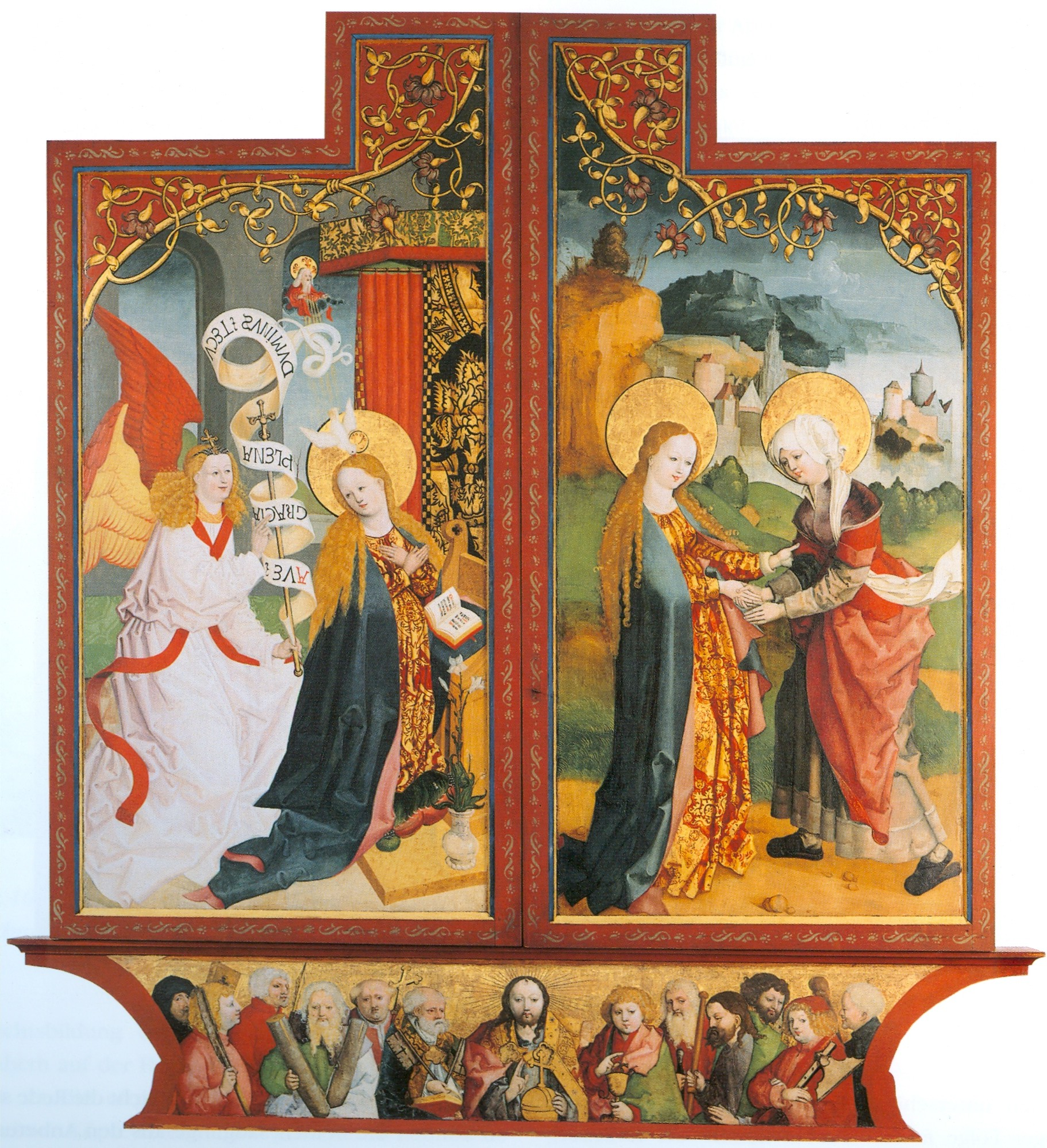
Geschlossene Flügel: Links Verkündigung an Maria, rechts Mariä Heimsuchung
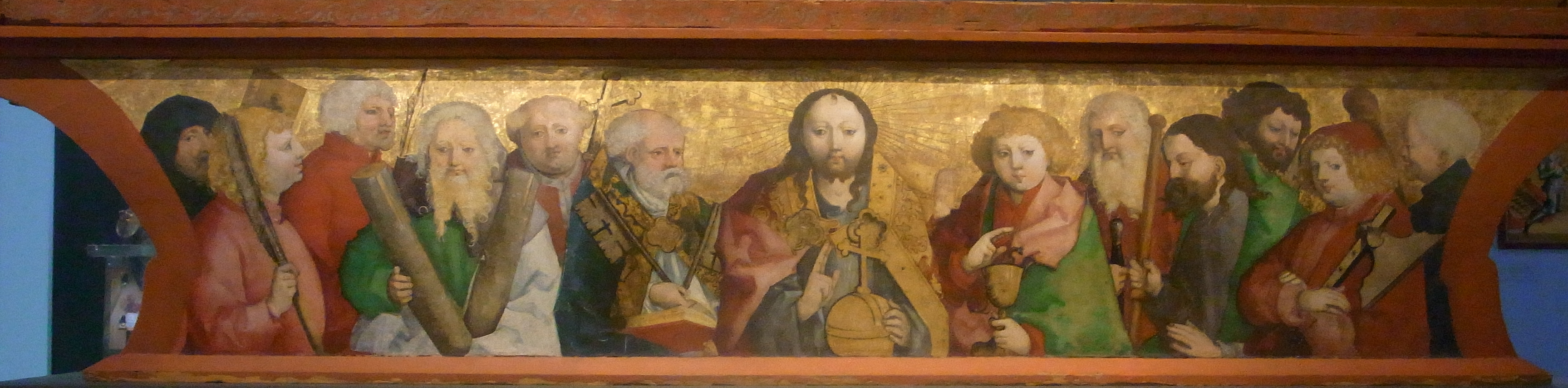
Predella: Christus und die zwölf Apostel

## Künstler, Datierung und Standorte
Der Talheimer Altar wurde für die Pfarrkirche St. Cyriacus und Pankratius in Talheim um das Jahr 1520 hergestellt. Die Figuren stammen aus der Werkstatt des Niklaus Weckmann. Die Skulpturenfassung und Tafelmalereien entstanden in einer anderen, nicht näher bekannten Werkstatt. Sie werden dem Maler mit dem Notnamen Meister des Talheimer Altars zugeschrieben. Der Flügelretabel steht seit 1844 im Alten Schloss in Stuttgart und befindet sich seit 1902 im Besitz des Landemuseums Württemberg (Inv.-Nr. 1956-22) und ist Teil der Dauerausstellung „Legendäre Meister Werke“. Er ist der größte, prächtigste und besterhaltene Altar der Mittelaltersammlung und gilt somit als ein Hauptwerk des Museums.